# Andrzej Mleczko

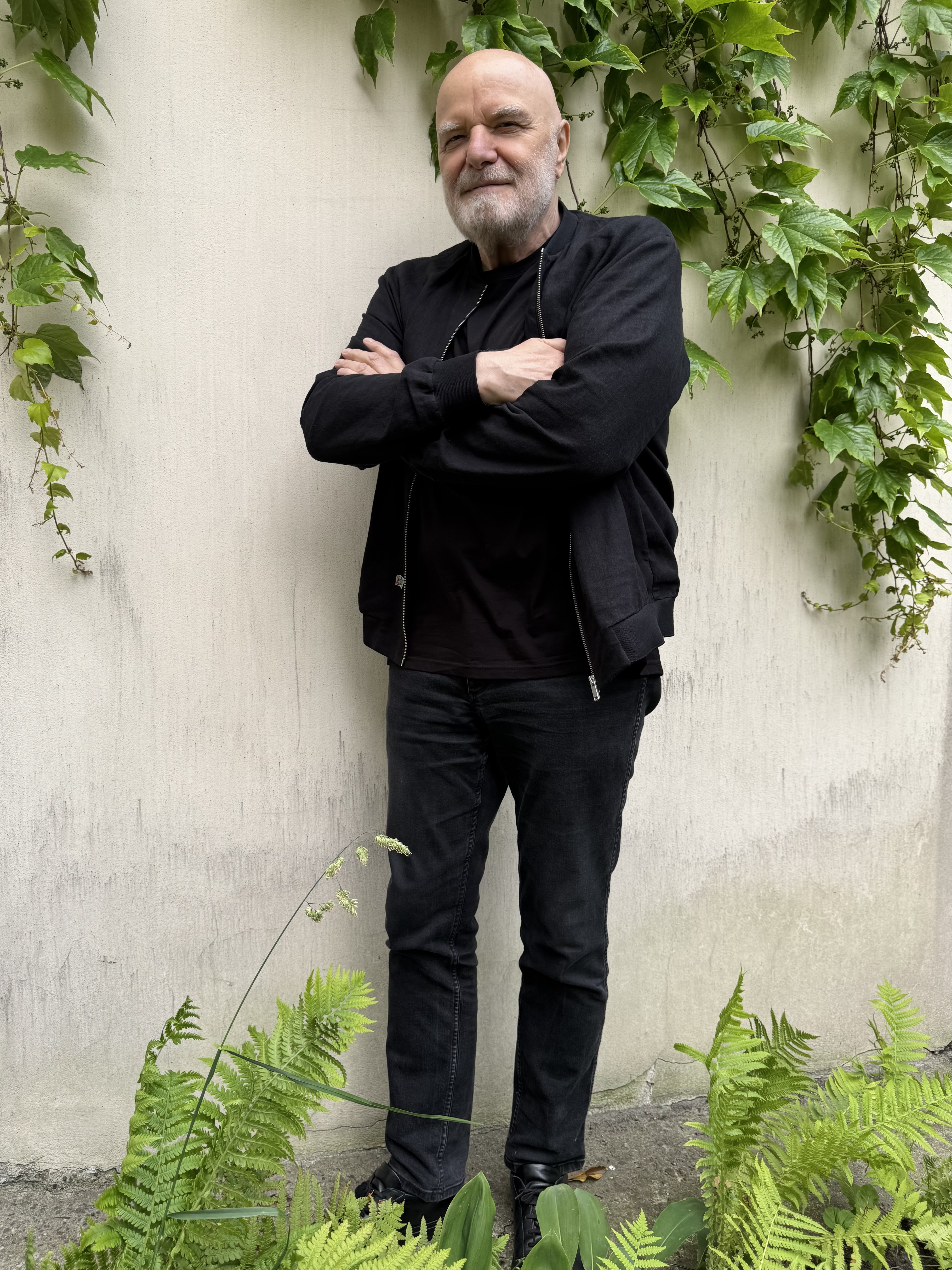
Andrzej Mleczko na dziedzińcu galerii w Krakowie

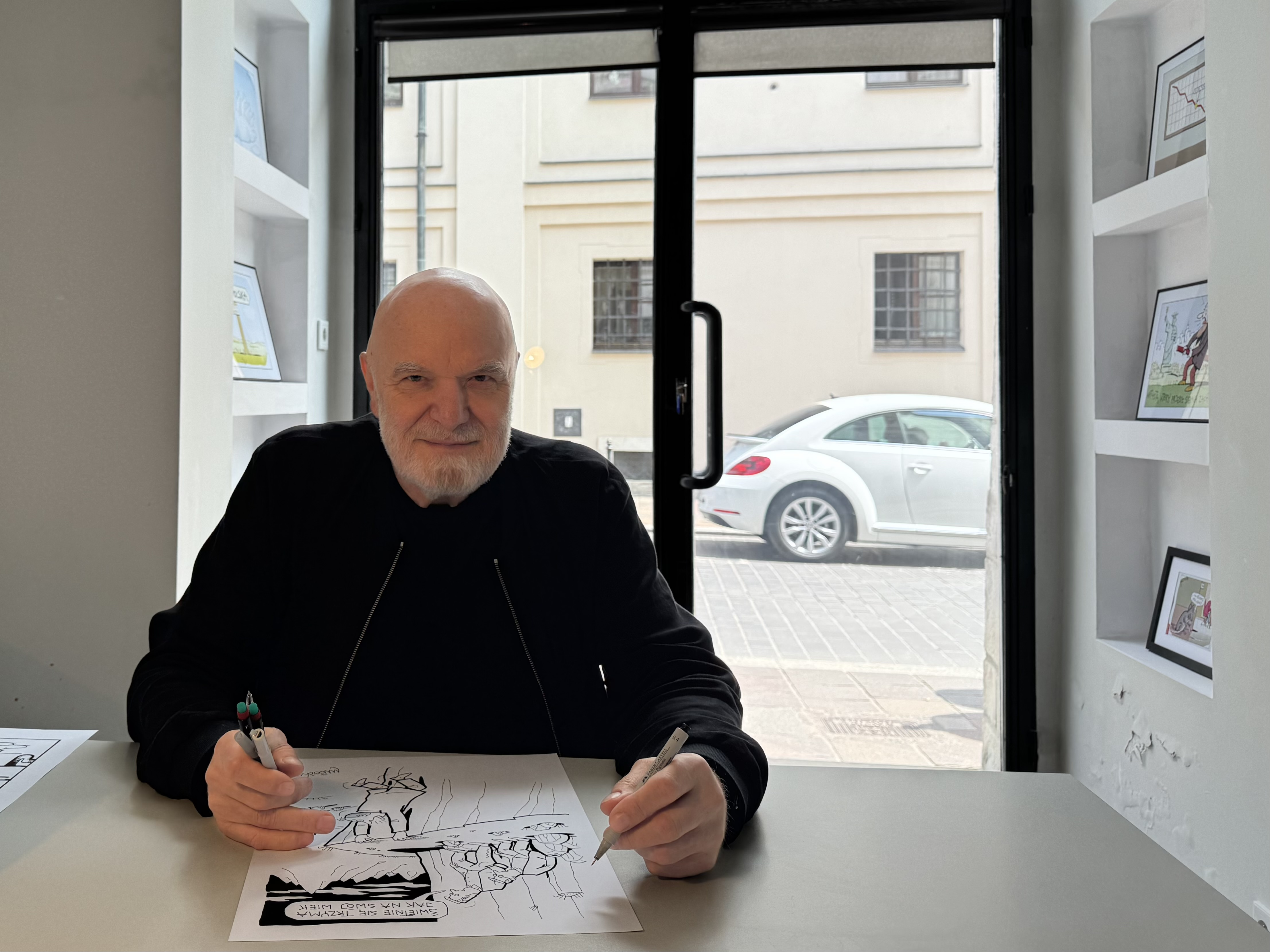
Andrzej Mleczko w swojej galerii w Krakowie

Andrzej Stanisław Mleczko (ur. 5 stycznia 1949 w Tarnobrzegu) – polski rysownik i satyryk. Opublikował na łamach różnych czasopism około 20 tysięcy rysunków i ilustracji satyrycznych. Jego prace wystawiano na ponad 120 krajowych wystawach indywidualnych i około 30 wystawach za granicą, ukazały się w ponad 40 książkach i albumach.

## Życiorys
W 1966 ukończył Liceum Ogólnokształcące w Kolbuszowej. W 1974 ukończył studia na Wydziale Architektury Politechniki Krakowskiej.
Artystycznie debiutował w 1971 w tygodniku „Student”. Został wypatrzony przez Adama Kreczmara, dzięki któremu zaczął rysować dla czasopism „itd” i „Szpilki”. Był stałym współpracownikiem tygodnika „Polityka” (1979–2024), jego ilustracje publikowane były też m.in. w dzienniku „Rzeczpospolita”. Zajął się również malarstwem, ilustracją książkową, grafiką reklamową i plakatem, a sporadycznie także scenografią.
W 1982 założył galerię autorską przy ul. św. Jana 14 w Krakowie, gdzie sprzedawcą był m.in. Jerzy Pilch. W 2002 przy ul. Marszałkowskiej w Warszawie otworzył galerię, która funkcjonowała do 2020.
W radiu RMF FM współprowadził z Pawłem Pawlikiem program Galeria Andrzeja Mleczki. Zagrał epizodyczne role w filmach Olafa Lubaszenki: Chłopaki nie płaczą (2000) i E=mc² (2002).
Był członkiem komitetu poparcia Bronisława Komorowskiego przed wyborami prezydenckimi w 2010 i 2015.

## Życie prywatne
Zamieszkał przy ul. Grodzkiej w Krakowie. Żonaty z Moniką Janowską-Mleczko. Ma córkę Ewę.

## Odznaczenia i wyróżnienia
- W 2005 minister kultury Waldemar Dąbrowski odznaczył go Srebrnym Medalem „Zasłużony Kulturze Gloria Artis”[19].
- W 2008 książka Seks, mydło i powidło została wyróżniona nagrodą Krakowska Książka Miesiąca (za listopad tegoż roku)[20].
- W 2010 otrzymał Nagrodę Miasta Krakowa, przyznaną za wybitne dokonania twórcze w dziedzinie kultury i sztuki[21].
- W 2010 został laureatem Nagrody Kisiela w kategorii publicystyka[22].
- W 2021 otrzymał tytuł honorowego obywatela Krakowa[23].

## Twórczość

### Książki autorskie
- Obrazki (Wydawnictwo Iskry, Warszawa 1978, seria: „Biblioteka Stańczyka”).
- Anormalka (wstęp Sławomir Mrożek; Spółdzielnia Wydawnicza „Czytelnik”, Warszawa 1980, seria „Biblioteka Satyry”).
- Jak żyć (Wydawnictwo Iskry, Warszawa 1980, ISBN 83-207-0157-0, seria: „Biblioteka Stańczyka”).
- Kronika paranoi (Gdański Klub Kultury Rudy Kot, Gdańsk 1981).
- Dzieła wybrane (Galeria Autorska Andrzeja Mleczki, Kraków 1983).
- Porno dla ubogich (Galeria Autorska Andrzeja Mleczki, Kraków 1983).
- Seks dla niezamożnych (Spółdzielnia Wydawnicza „Czytelnik”, Warszawa 1983, ISBN 83-07-00997-9).
- Katalog: Naga prawda (Galeria Autorska Andrzeja Mleczki, Kraków 1986).
- Pożegnanie z komuną (Wydawnictwo FO Press, Wrocław 1990).
- Z deszczu pod rynnę (Polska Oficyna Wydawnicza BGW, Warszawa 1992, ISBN 978-83-7066-333-9).
- Raport o stanie państwa (Polska Oficyna Wydawnicza BGW, Warszawa 1993, ISBN 978-83-7066-520-3).
- Prawa wolnego rynku (Graf-Punkt, Warszawa 1993, ISBN 978-83-86091-04-1).
- Społeczeństwo konsumpcyjne (Graf-Punkt, Warszawa 1994, ISBN 978-83-86091-19-5).
- Najnowsza historia Polski (Polska Oficyna Wydawnicza BGW, Warszawa 1994).
- Dawno i nieprawda (Towarzystwo Zachęty Kultury, Katowice 1995, ISBN 978-83-86023-35-6).
- Biznes i polityka (Grupa Wydawnicza KAW, Warszawa 1997).
- Zwierzę też człowiek (Grupa Wydawnicza KAW, Warszawa 1997, ISBN 978-83-86942-11-4).
- Czarne na białym (Wydawnictwo Oficyna Panda, Warszawa 1999, ISBN 978-83-87494-00-1).
- Mleczkomiksy (Galeria Autorska Andrzeja Mleczki, Kraków 1999, ISBN 978-83-914884-2-3).
- Mój Kraków (Galeria Autorska Andrzeja Mleczki, Kraków 1999, ISBN 83-911828-0-0).
- Media – czwarta władza (Galeria Autorska Andrzeja Mleczki, Kraków 2001, ISBN 83-914884-5-4).
- Czy Bóg ma poczucie humoru (Galeria Autorska Andrzeja Mleczki, Kraków 2002, ISBN 83-914884-6-2).
- Historyczne historie (Galeria Autorska Andrzeja Mleczki, Kraków 2003, ISBN 978-83-914884-3-0).
- Rysunki i aforyzmy (Wydawnictwo Iskry, Warszawa 2004, ISBN 83-207-1759-0).
- Tylko dla dorosłych (Wydawnictwo Iskry, Warszawa 2005, ISBN 83-244-0001-X).
- Wiersze i rysunki (Wydawnictwo Iskry, Warszawa 2005, ISBN 978-83-244-0063-8).
- Andrzej Mleczko (projekt i opracowanie graficzne Maciej Buszewicz; Galeria Autorska Andrzeja Mleczki, Kraków 2006, ISBN 83-89490-01-3).
- Seks i polityka (Wydawnictwo Iskry, Warszawa 2006, ISBN 978-83-244-0013-3).
- Seks, mydło i powidło (Wydawnictwo Iskry, Warszawa 2008, ISBN 978-83-244-0066-9).
- Wino, kobiety i śpiew (Wydawnictwo Iskry, Warszawa 2009, ISBN 978-83-244-0116-1).
- Kamasutra dla zaawansowanych (Wydawnictwo Iskry, Warszawa 2010, ISBN 978-83-244-0144-4).
- Obraz 3D (Wydawnictwo Iskry, Warszawa 2011 ISBN 978-83-244-0174-1).
- Obywatelu, nie pieprz bez sensu! Rysunkowa lista przebojów (Wydawnictwo Iskry, Warszawa 2012, ISBN 978-83-244-0197-0).
- Jako w niebie tak i na ziemi (Wydawnictwo Iskry, Warszawa 2012, ISBN 978-83-244-0214-4).
- Mleczko. 40 lat rysowania (Wydawnictwo ARKADIA, Bieruń Stary 2014, ISBN 978-83-939032-7-6).
- Mleczko. Na bis (Wydawnictwo ARKADIA, Bieruń Stary 2015, ISBN 978-83-942460-4-4).
- Abyśmy Zdrowi Byli czyli jak żyć ekologicznie (Consultronix, Balice 2020, ISBN 978-83-954810-3-1).
- Biznes, seks, polityka (Fundacja Gospodarki i Administracji Publicznej, Kraków 2022, ISBN 978-83-67140-14-0).
- Jak żyć. Wybrane przykłady (Galeria Autorska Andrzeja Mleczki, Kraków 2022).

### Katalogi i foldery wystaw
- 100 premier w rysunkach Andrzeja Mleczki (Wydział Kultury Urzędu Miasta Łodzi, Łódź 1989).
- Andrzej Mleczko – 30 lat rysowania (zawiera teksty Jerzego Madeyskiego, Zdzisława Pietrasika i Krzysztofa Teodora Toeplitza; kuratorzy: Marek Wojciech Chmurzyński, Andrzej I. Kordela; Muzeum Karykatury w Warszawie, „Polityka” – Spółdzielnia Pracy, Warszawa 1989).
- Przeboje Galerii. Mleczko Gallery hall of fame (Galeria Autorska Andrzeja Mleczki, Kraków 2002, ISBN 83-915962-1-4; wydanie zmienione: Galeria Autorska Andrzeja Mleczki, Kraków 2023, ISBN 978-83-954810-5-5).
- Galeria autorska Andrzeja Mleczki (zawiera listy Andrzeja Wajdy i Sławomira Mrożka; Towarzystwo Autorów i Wydawców Prac Naukowych Universitas, Narodowe Centrum Kultury, Kraków-Warszawa 2015, ISBN 978-83-7982-138-9).

### Ilustracje w książkach innych autorów
- Marek Nowakowski, Homo Polonicus (Wydawnictwo Pomost, Warszawa 1992, ISBN 83-85521-06-2).
- 1000 najważniejszych słów w języku francuskim (Wydawnictwo LektorKlett, Poznań 2009, ISBN 978-83-7608-209-7).
- 1000 najważniejszych słów w języku francuskim. Podróże i wakacje (Wydawnictwo LektorKlett, Poznań 2009, ISBN 978-83-7608-193-9).
- 1000 najważniejszych słów w języku francuskim. Jedzenie i picie (Wydawnictwo LektorKlett, Poznań 2010, ISBN 978-83-7608-206-6).